# San Ludovico (Donatello)
San Ludovico di Donatello è una delle statue bronzee a tutto tondo che decorano l'altare di Sant'Antonio da Padova nella basilica del Santo a Padova. Misura 164 cm di altezza e risale al 1446-1453. 

## Storia
L'opera fa parte delle sette statue a tutto tondo che decorano l'altare, che venne realizzato durante il soggiorno padovano del grande scultore fiorentino. 
La statua venne fusa con la tecnica della cera persa tra la seconda metà del 1446 e la partenza dell'artista da Padova, nel 1453. Le opere vennero ritoccate per molto tempo, ben oltre la partenza di Donatello: se ne ha notizia fino al 1477.
Poiché la struttura architettonica originale andò distrutta sul finire del XVI secolo, la versione che oggi si vede è una ricostruzione controversa dell'architetto Camillo Boito del 1895.
I santi disposti attorno al suo trono della Madonna col Bambino formavano così una sorta di Sacra conversazione scultorea, nel prezioso materiale del bronzo. 

## Descrizione
San Ludovico è ritratto in piedi, e fa pendant con l'altro vescovo, San Prosdocimo. Di solito vengono collocate come le due figure più lontane dal centro, che chiudono con i due bastoni pastorali la serie.
San Ludovico di Tolosa, soggetto anche di un'altra importante opera di Donatello (1423-1425) è ritratto come un giovane abbigliato con un ampio mantello che copre il saio francescano. Un lembo del mantello è aperto e appoggiato sulla spalla sinistra, per cui farebbe pensare, con la leggera torsione della testa, a una collocazione a sinistra del centro. Tracce di doratura decorano il mantello e la mitria. 
La statua ha uno sviluppo basato sulle linee verticali, che ne esaltano l'altezza. 
In quest'opera il volto è meno espressivo che nell'opera giovanile, come un po' tutte le altre statue a tutto tondo dell'altare, dove mancano caratterizzazioni in tensione. Come nell'altra opera però anche qui il panneggio appare pesante e quasi schiacciante. Le braccia sono di lunghezza eccessiva e le mani sovradimensionate in rapporto alla figura. Con la sinistra compie un gesto di benedizione e con la destra regge il pastorale.